# Synanthedon flavicincta
Synanthedon flavicincta is een vlinder uit de familie wespvlinders (Sesiidae), onderfamilie Sesiinae.
Synanthedon flavicincta is voor het eerst wetenschappelijk beschreven door Hampson in 1893. De soort komt voor in het Oriëntaals gebied.